# José Augusto (álbum de 1986)
José Augusto é um álbum do cantor José Augusto. Foi lançado em 1986 pela gravadora RCA Victor
A canção "Fantasias" obteve sucesso e conseguiu passar pela barreira das Rádios FMs da época, que não incluíam canções dos artistas considerados populares.

## Faixas
Lado A
| N.º | Título                                         | Duração |  |
| 1.  | "Fantasias"                                    | 4:44    |  |
| 2.  | "O Que Você Quiser"                            | 4:14    |  |
| 3.  | "Me Dá"                                        | 3:58    |  |
| 4.  | "Linda Estrela"                                | 4:04    |  |
| 5.  | "Quero Dormir Cansado (Quiero Dormir Cansado)" | 3:46    |  |
| 6.  | "Estela"                                       | 3:17    |  |

Lado B
| N.º | Título                                            | Duração |  |
| 1.  | "De Repente O Amor (De Repente el Amor)"          | 4:05    |  |
| 2.  | "Doce Tentação"                                   | 4:03    |  |
| 3.  | "Relógio"                                         | 3:55    |  |
| 4.  | "Deixa Acontecer"                                 | 4:16    |  |
| 5.  | "Deus O Que Fazer?" (participação de Sérgio Reis) | 4:13    |  |
| 6.  | "Perdoa"                                          | 4:04    |  |